# Скучная история (фильм)
«Скучная история» (пол. Nieciekawa historia) — польский цветной психологический художественный фильм, снятый режиссёром Войцехом Хасом в 1982 году по мотивам одноимённой повести А. П. Чехова.
Премьера состоялась 12 сентября 1983 года.

## Сюжет
В фильме показана трагедия знаменитого ученого, профессора Николая Степановича, благополучного и уважаемого человека. Герой неизлечимо болен и по собственным прогнозам жить ему осталось не больше полугода. Для него важна только наука. И когда на исходе жизни он не может в полной мере отдать ей все силы, наступает нравственный кризис. Он теряет интерес к жизни, ко всему окружающему.
Его не трогает даже тайное венчание горячо любимой дочери Лизы с явным проходимцем Гнеккером. Но ведь равнодушие — это паралич души, преждевременная смерть! Если у человека нет «общей идеи», которая связывала бы все в одно целое, достаточно серьезного недуга или страха смерти, чтобы все, в чём виделся смысл жизни, разлетелось в прах. Человек должен быть сильнее внешних обстоятельств. И только тогда удача и счастье будут сопутствовать ему…

## В ролях
- Густав Холоубек — Николай Степанович, профессор
- Ханна Микуць — Катя, дочь покойного товарища, бывшая актриса
- Анна Милевская — Варвара, жена Николая Степановича
- Януш Гайос — Александр Адольфович Гнеккер, поклонник Лизы
- Марек Баргеловский — Михал
- Эльвира Романчук — Лиза, дочь профессора
- Януш Михаловский — ассистент профессора
- Влодзимеж Мусял — слуга профессора
- Ежи Зигмунт Новак — трактирщик